# Viktor Potočki
Viktor Potočki (Donja Stubica, 27 maart 1999) is een Kroatisch wielrenner die sinds 2018 rijdt bij het Sloveense Ljubljana Gusto Santic.

## Carrière
Potočki werd in totaal twaalf keer nationaal kampioen van zijn land Kroatië. Drie titels hiervan behaalde hij in het veldrijden. Drie andere titels behaalde hij op de weg bij de junioren, in het tijdrijden was hij tweemaal succesvol bij de beloften. In 2018 werd hij voor het eerst nationaal kampioen op de weg bij de elite. In 2021 behaalde hij deze titel voor de tweede maal, hij was sneller dan Fran Miholjević. In 2023 was Potočki al voor de derde keer succesvol in de wegwedstrijd van het nationale kampioenschap. In 2024 prolongeerde hij deze titel. Verdere successen behaalde hij in de Ronde van Servië waar hij in 2018 het jongerenklassement won en in 2022 de tweede etappe en het puntenklassement. Potočki rijdt zijn gehele carrière, sinds 2018, bij de Sloveense wielerploeg Ljubljana Gusto Santic.

## Palmares

### Veldrijden
2020
 Kroatisch kampioen
2021
 Kroatisch kampioen
2023
 Kroatisch kampioen

### Weg
2016
 Kroatisch kampioen op de weg, junioren
2017
 Kroatisch kampioen op de weg, junioren
 Kroatisch kampioen tijdrijden, junioren
2018
Jongerenklassement Ronde van Servië
 Kroatisch kampioen op de weg, elite
2019
 Kroatisch kampioen tijdrijden, beloften
2020
 Kroatisch kampioen tijdrijden, beloften
2021
 Kroatisch kampioen op de weg, elite
2022
2e etappe Ronde van Servië
Puntenklassement Ronde van Servië
2023
 Kroatisch kampioen op de weg, elite
2024
 Kroatisch kampioen op de weg, elite

## Ploegen
- 2018 –  Ljubljana Gusto Xaurum
- 2019 –  Ljubljana Gusto Santic
- 2020 –  Ljubljana Gusto Santic
- 2021 –  Ljubljana Gusto Santic
- 2022 –  Ljubljana Gusto Santic
- 2023 –  Ljubljana Gusto Santic
- 2024 –  Ljubljana Gusto Santic